# Marian Kievits

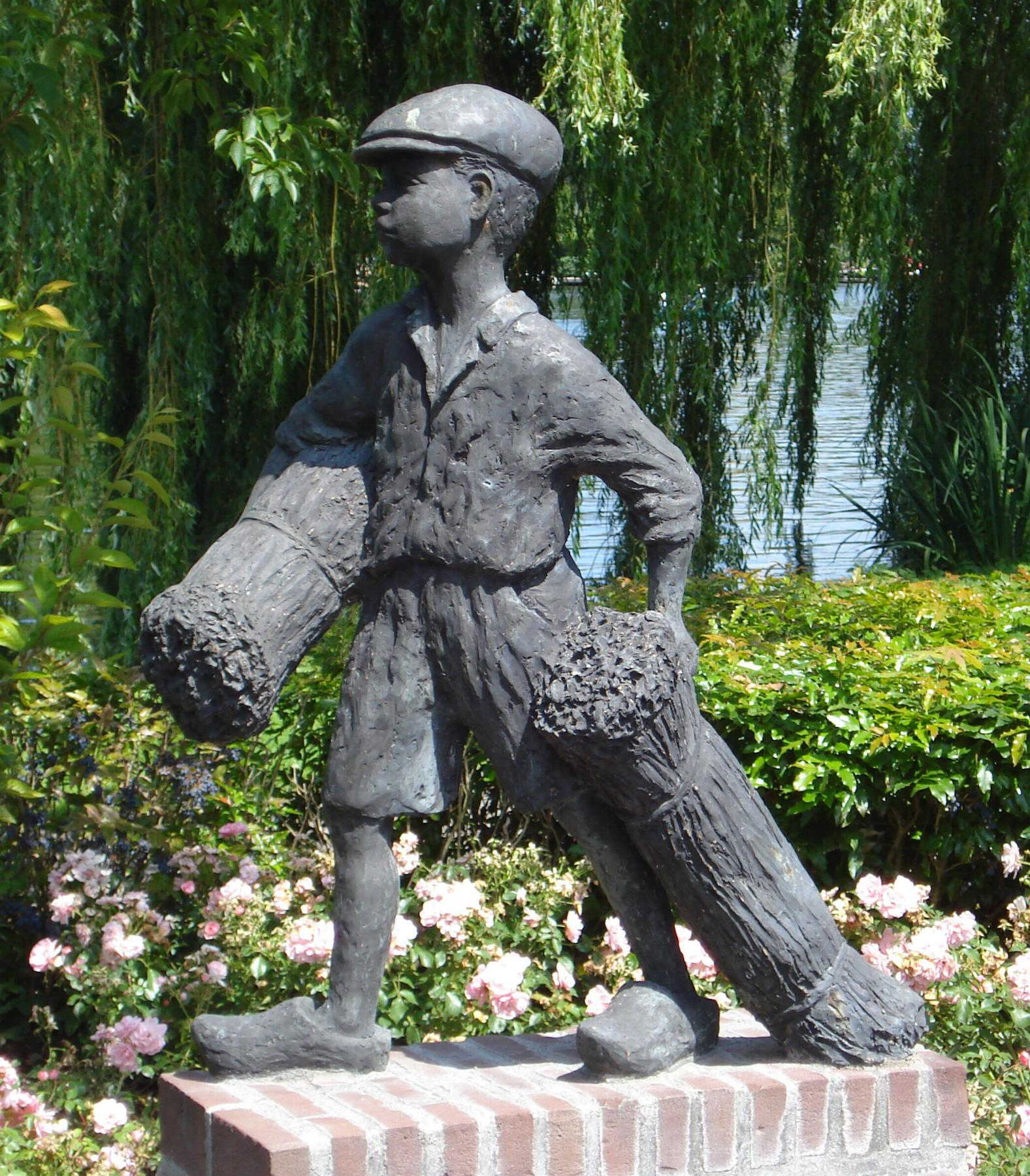
Vlasjongen

Marian Kievits (Rotterdam, 1944 - Breda, 2008) was een Nederlands keramist en beeldhouwer.

## Leven en werk
Kievits was als kunstenaar autodidact. Ze werkte aanvankelijk in keramiek, maar maakte de overstap naar brons. Naast kleinplastiek maakte ze een aantal bronzen beelden voor de openbare ruimte. Ze liet zich inspireren door de menselijke figuur en de relatie die mensen met elkaar of met dieren hebben.  Haar werken tonen Kievits humoristische aard. Ze exposeerde vanaf begin jaren 80, onder andere met Aas Paasman in De Klimmende Bever in IJsselmonde (1983), met Onno Boerwinkel, Wijm Bos en Heleen Vriesendorp bij De Vlierhoeve in Blaricum (1994) en met Annie van Wingerden-Monen bij galerie De Praktijk in Wissenkerke (1997).
Een van haar beelden was de Vlasjongen op klompen, sjouwend met twee bossen vlas. Het beeld werd in 1988 geplaatst langs het Waaltje ter herinnering aan de vlasteelt in Rijsoord. Eind 2012 werden de bronzen jongen van de sokkel gezaagd, waarna uit voorzorg een aantal beelden in de gemeente tijdelijk werd opgeslagen. Een daarvan was Winkelientje, een ander beeld van Kievits, dat tot 2020 in de opslag heeft gestaan. In 2014 werd op de locatie van de Vlasjongen een kunstwerk van Joop Horsten geplaatst, dat in staal de contouren van de jongen weergeeft. 
Kievits was bestuurslid van de Stichting Oud Ridderkerk, die de plaatselijke Oudheidkamer beheert. Toen oud-burgemeester Harm Bruins Slot in 1994 de gemeente verliet, schonk hij twee beeldjes van Kievits die hij tijdens zijn ambtstermijn had gekregen aan de Oudheidkamer.

## Enkele werken
- bronzen portret van koningin Beatrix voor de raadzaal van de gemeente Ridderkerk. Werd na de troonswisseling verplaatst naar de vergaderzaal van burgemeester en wethouders.
- 1980: beeldje van een zeehond met jong, uitgebracht in oplage. Het eerste exemplaar werd 21 maart 1980 aangeboden aan de Noorse ambassadeur. Met de uitgave werd geld ingezameld om de 'Rainbow Warrior' van Greenpeace in de vaart te houden.[7]
- 1986: Spaarmeisje of Meisje met spaarpot, St. Jorisplein, Ridderkerk.
- 1987: Winkelientje, Vlietplein, Ridderkerk. Gemaakt in opdracht van het Stichting Pensioenfonds ABP. Het beeld was uit voorzorg van 2013 tot 2020 in opslag na diefstal van onder andere Vlasjongen.[8]
- 1988: Vlasjongen, Rijksstraatweg, Rijsoord. Gestolen in 2012.
- 1988: De motorrijder, Sportlaan, Ridderkerk. Gemaakt in opdracht van Honda Nederland.

## Foto's

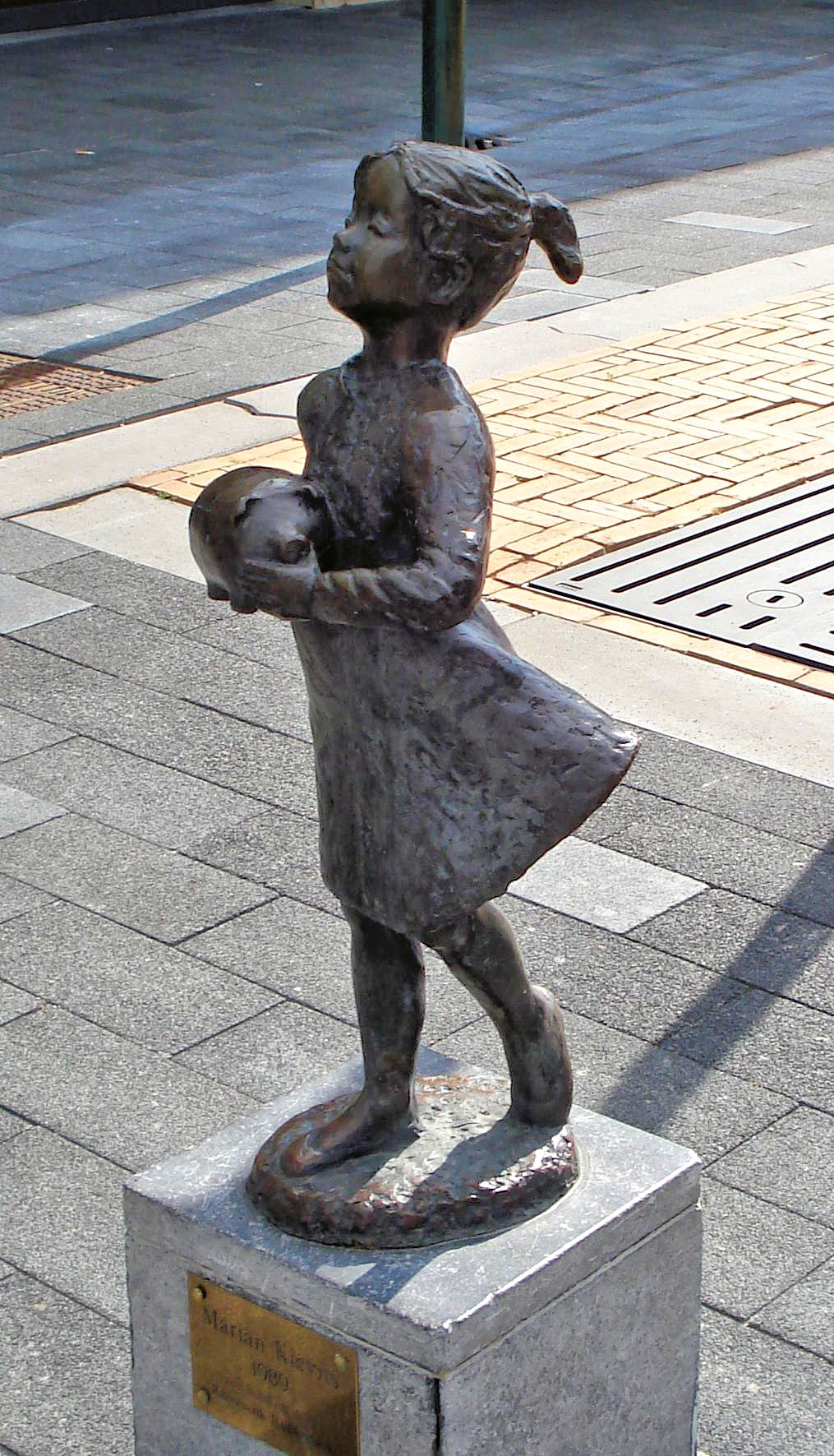
Meisje met spaarpot (1986)
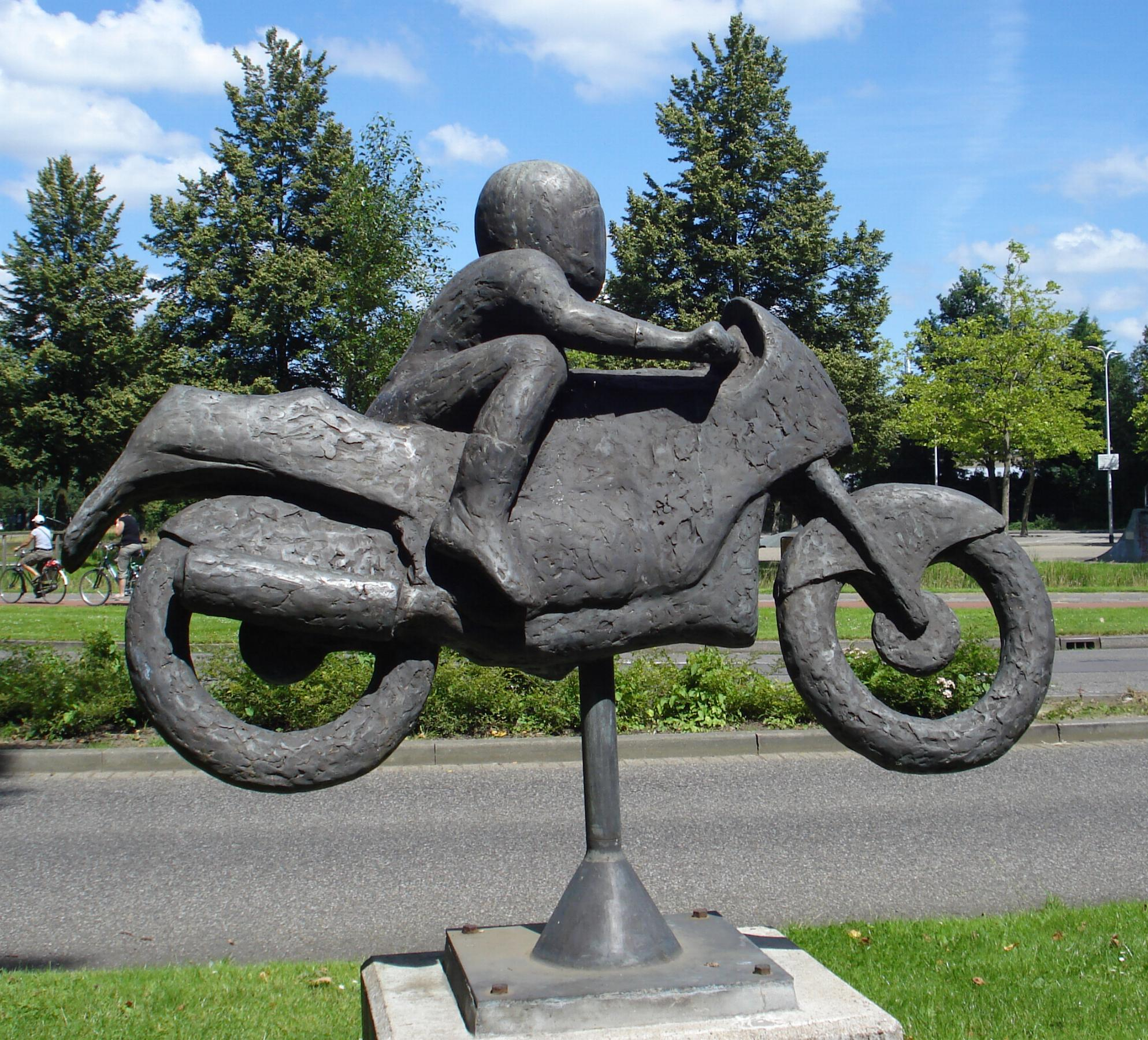
De motorrijder (1988)

- RKD-Nederlands Instituut voor Kunstgeschiedenis: 44306